# عزب الأوقاف
قرية عزب الأوقاف هي إحدى القرى التابعة لمركز دمنهور في محافظة البحيرة في جمهورية مصر العربية. حسب إحصاءات سنة 2006، بلغ إجمالي السكان في عزب الأوقاف 9373 نسمة، منهم 4789 رجل و4584 امرأة.